# Fernverkehr
Unter Fernverkehr wird im Verkehrswesen eine Verkehrsart im LKW-Verkehr verstanden, bei der ein Transport- oder Verkehrsmittel die gesamte Reiseweite von 50 Kilometern oder die gesamte Fahrzeit von einer Stunde überschreitet. Pendant ist der Nahverkehr.

## Allgemeines
Dies ist der Umkehrschluss aus der Legaldefinition des § 8 Abs. 1 PBefG für den öffentlichen Personennahverkehr, die die Unterscheidung zum Fernverkehr von der Wegstrecke und der Fahrzeit abhängig macht. Entscheidend für die Unterscheidung zwischen Nah- und Fernverkehr ist der zurückzulegende Transportweg. Bei anderen Verkehrsträgern kann der Fernverkehr umgangssprachlich anders bezeichnet werden und eine andere Abgrenzung zum Nahverkehr aufweisen. Im öffentlichen Personenverkehr besteht in Deutschland und in der Schweiz eine scharfe Trennung zwischen Fernverkehr und Nahverkehr (Deutschland) bzw. Regionalverkehr (Schweiz). Der Fernverkehr erhält eine indirekte Bedeutung dadurch, dass der öffentliche Personennahverkehr (ÖPNV) besonders reglementiert ist.

## Abgrenzung
In der Verkehrswissenschaft wird der Fernverkehr Carl Pirath zufolge in den innerstaatlichen Verkehr, den zwischenstaatlichen (kontinentalen) Verkehr (hierzu zählt auch der Transitverkehr) und den Interkontinentalverkehr aufgeteilt. In großen Flächenstaaten (Russland, USA, Kanada) legt der Fernverkehr größere Entfernungen zurück als in Kleinstaaten. 

## Geschichte des Güterfernverkehrs mit Kraftwagen

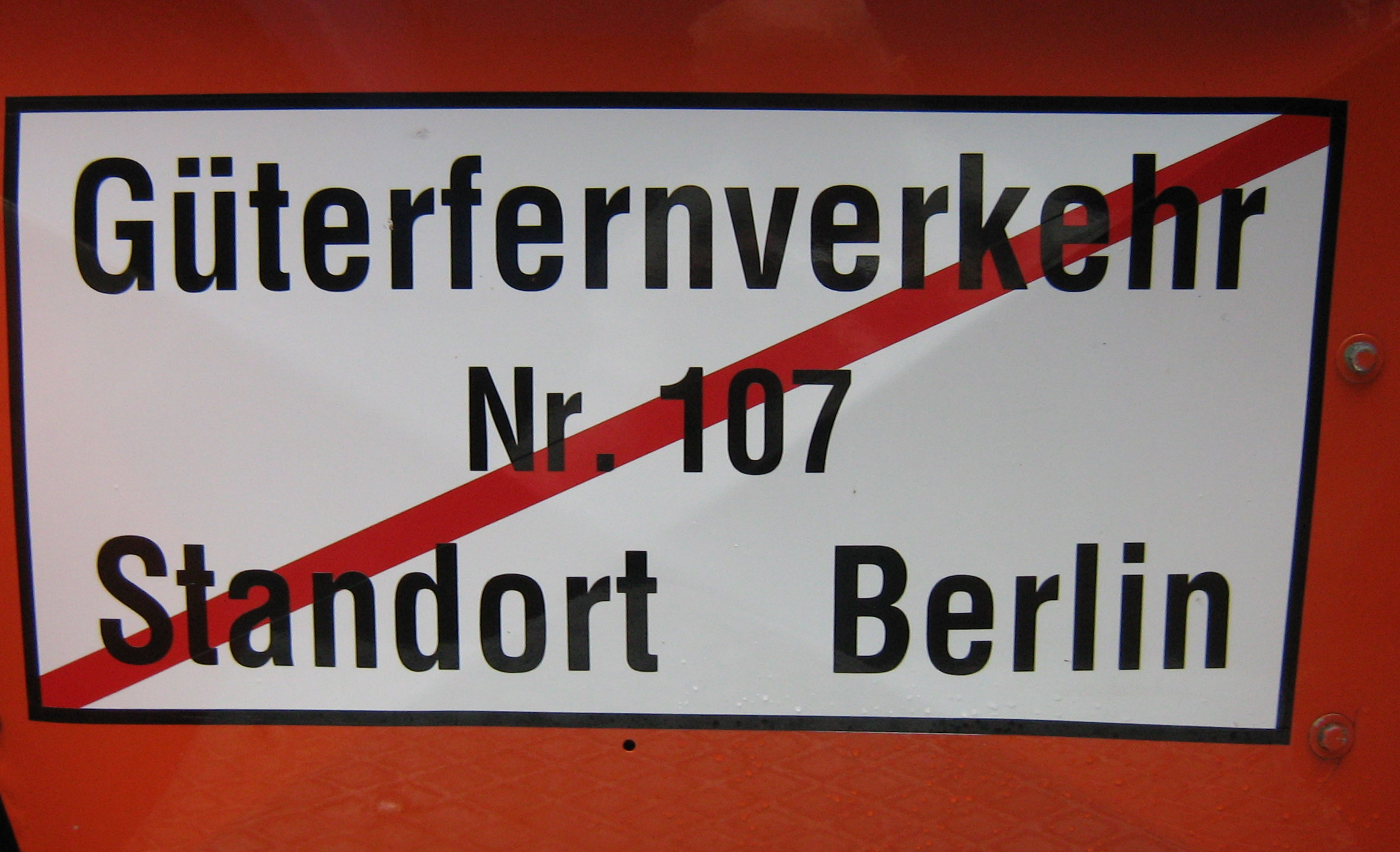
Sog. Roter Strich, Genehmigungstafel des Güterfernverkehrs

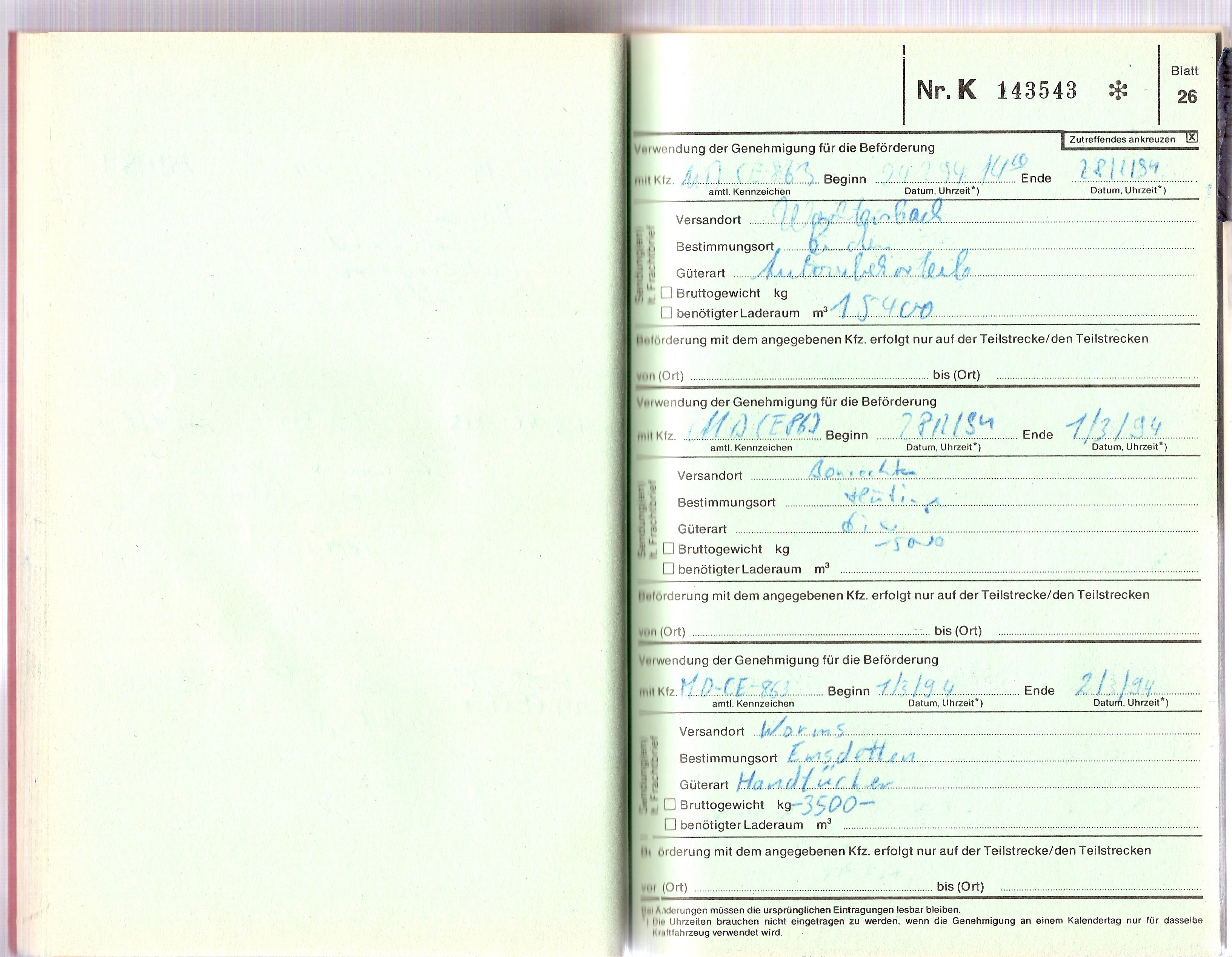
Fahrtenbuch innen

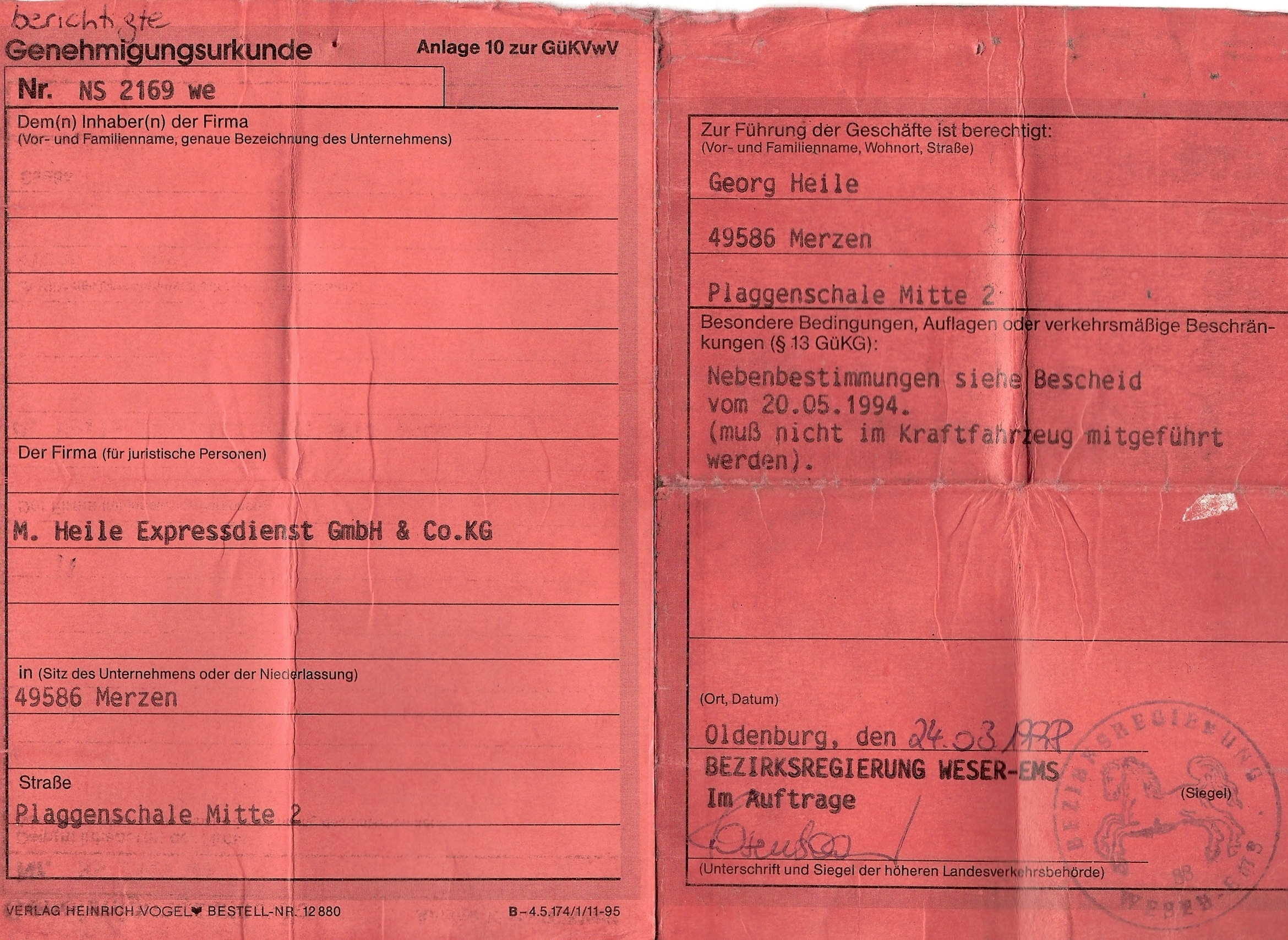
Alte Rote Genehmigung für den Güterfernverkehr

In der Geschichte des Güterfernverkehrs auf der Straße gab es in Deutschland seit der Notverordnung für den Überlandverkehr vom 6. Oktober 1931 eine strenge Reglementierung des gewerblichen Güterkraftverkehrs. Durch Einführung eines Konzessionszwangs, durch Kontingentierung und durch die Preisvorschriften nach dem Reichskraftwagentarif (RKT) sollte der Wettbewerb zwischen dem Straßen- und Schienenverkehr geordnet werden. Dabei wurde zwischen Werkverkehr und gewerblichem Güterverkehr unterschieden sowie eine Nahverkehrszone von 50 Kilometern festgelegt. Später stand die Reglementierung kriegswirtschaftlicher Gründe im Vordergrund.
Nach dem Zweiten Weltkrieg wurde der Begriff Fernverkehr im westdeutschen Güterkraftverkehrsgesetz für Transporte außerhalb der Nahzone von 50 Kilometern definiert. Der Güterfernverkehr unterlag einer Kontingentierung und einer Konzessionspflicht und war damit bis zum Beginn der Liberalisierung des Güterverkehrs im Jahr 1993 einer relativ strengen Überwachung unterworfen.
Im Bereich bis von 50 bis 150 km war die Kontingentierung im „Bezirksfernverkehr“ wesentlich strenger, und Fernfahrer nannten ihn den „Blauen Strich“, der ab dem angemeldeten Standort des Lkw eingesetzt werden musste. Jeder Polizist konnte den Unterschied schon an der Farbe der Konzession (Genehmigung) erkennen, die in das dazugehörende rote Fahrtenbuch eingelegt wurde. Einige Transportunternehmer hatten das Fahrtenbuch mit blauer Schutzhülle eingeschlagen. In diesem Fahrtenbuch mussten alle Touren mit amtlichem Kennzeichen des Lkw, der Warenbeschreibung, Gewicht und Datum eingetragen werden, genauso wie diese auch im Frachtbrief enthalten waren. Die Eintragungen mussten zusätzlich zur Tachoscheibe getätigt werden, weil beides auf unterschiedlichen rechtlichen Grundlagen beruhte und hierfür unterschiedliche Behörden zuständig waren. Genauso verhielt es sich mit dem sogenannten „Roten Strich“, der ab dem Lkw-Standort oder über 50, bzw. ab 150 km vom Transportunternehmer als Konzession benutzt werden musste. Aus dem Fahrtenbuch, in das ein Durchschreibepapier eingelegt war, mussten jeden Monat die weißen Original beschriebenen Blätter herausgetrennt werden und durch den Transportunternehmer einschließlich der Frachtbriefe dem Bundesamt für Güterverkehr (BAG, seit 2023 BALM) in Köln zum Überprüfen übersendet werden.
- Im Güternahverkehr war kein Fahrtenbuch vorgeschrieben. Weißes Güternahverkehr-Schild mit Standort, ohne zusätzliche Markierung.
- Im Bezirksfernverkehr gab es das Fahrtenbuch, wo die blaue Konzession hinein gelegt wurde. Blauer Strich auf dem Güterfernverkehr-Schild.
- Im Fernverkehr war das Fahrtenbuch rot und dort wurde im Güterfernverkehr rote Fernverkehrs-Konzession hinein gelegt. Roter Strich auf dem Güterfernverkehr-Schild.
- Im Möbelfernverkehr musste eine gelbe Konzessionsurkunde benutzt werden. Gelber Strich auf dem Möbelfernverkehr-Schild.

Der gewerbliche Güterfernverkehr wurde streng reguliert. Ab 1970 wurden nicht mehr als 18322 LKW für den Fernverkehr zugelassen. Diese Obergrenze galt bis 1989. Im gewerblichen allgemeinen Güterfernverkehr musste bis Ende 1972 außerdem an der Außenseite des Fahrzeugs ein weißes Schild mit einem diagonalen blauen, roten bzw. gelben Strich angebracht werden. Es gab beim grenzüberschreitenden Güterfernverkehr die Rosa und später noch zusätzlich die Neu-Rosa-Genehmigung in der BRD.
Die Konzessionen konnten aus den Fahrtenbüchern entfernt und in neue eingelegt werden, da die Konzessionen zumeist noch gültig waren, wenn das Fahrtenbuch bereits gefüllt war. Nicht konzessionspflichtig (und damit auch nicht fahrtenbuchpflichtig) waren Leer- und Überführungsfahrten, sowie Fahrten im hoheitlichen Auftrag und Fahrten in eigener Sache (dem sogenannten Werkverkehr). Das führte dazu, dass weder die Konzession noch das Fahrtenbuch fahrzeuggebunden ausgestellt waren. Resultat war, dass jeder Spediteur mehr Lkw als Konzessionen besaß, und dass es auch zur Aufgabe der Disponenten gehörte, dafür zu sorgen, dass der Lkw eine Konzession und ein Fahrtenbuch mitführte, sowie das passende Schild montiert war.
Durch eine geschickte Standortwahl konnte auch ohne die so genannte große Konzession (Fernverkehrskonzession) grenzüberschreitender Fernverkehr betrieben werden, wenn der Standort höchstens 50 Kilometer von der Landesgrenze entfernt war und damit bis zur Landesgrenze rechtlich inländischer Nahverkehr durchgeführt wurde. Auch durch eine Verbindung von Straßen- und Schienenverkehr (so genannte Rollende Landstraße) wurde versucht, die strenge Reglementierung legal zu umgehen.

## Öffentlicher Personenfernverkehr in Deutschland

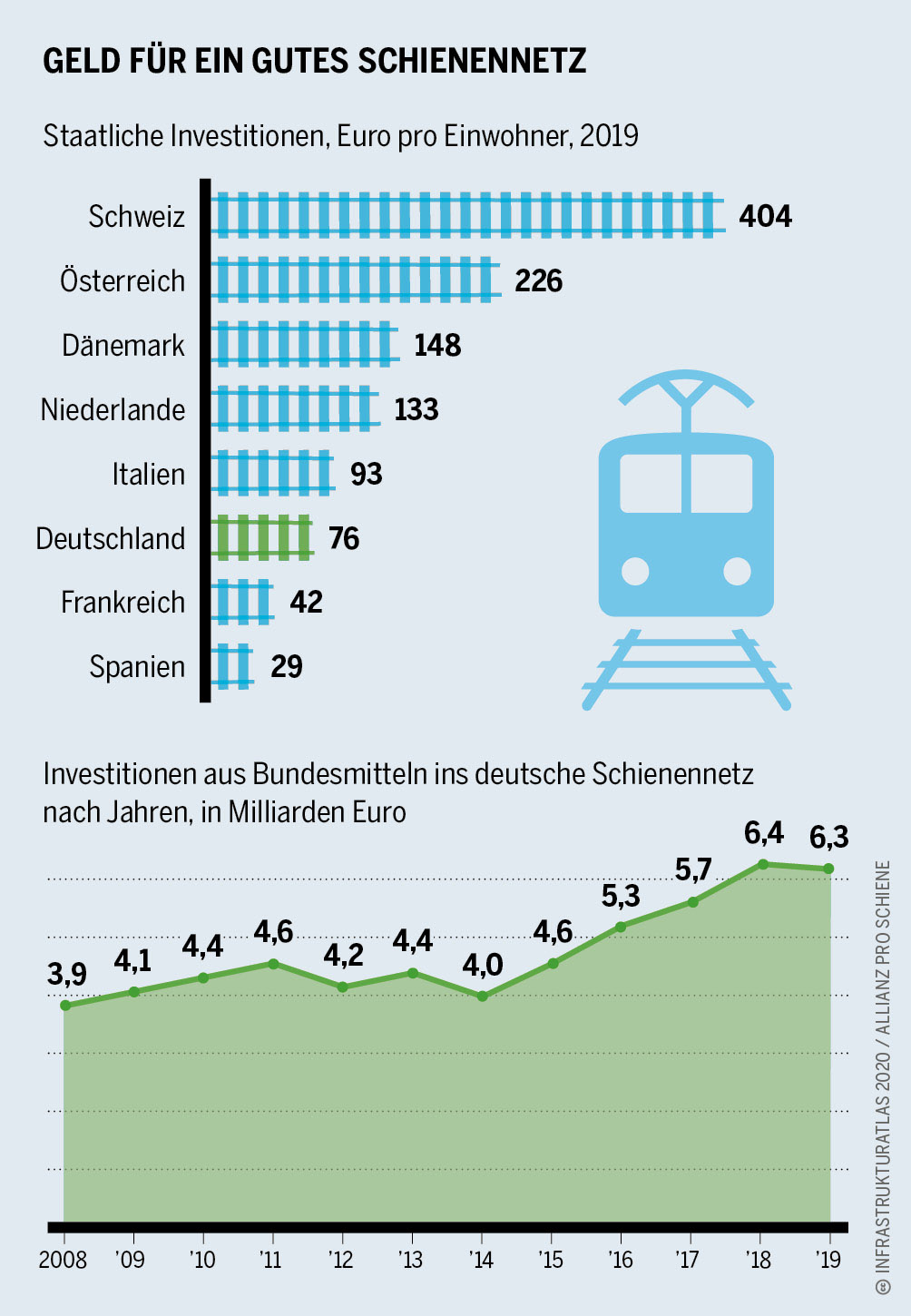
Staatliche Investitionen ins Schienennetz pro Kopf der Bevölkerung in einigen europäischen Staaten, 2019. Quelle: Infrastrukturatlas 2020

Im deutschen Personenverkehr ist nicht der Fernverkehr, wohl aber der öffentliche Personennahverkehr (ÖPNV) Gegenstand gesetzlicher Regeln zur Gewährleistung eines ausreichenden Angebots in diesem Bereich. Personennahverkehr ist danach allgemein zugänglicher Linienverkehr für die Beförderung von Personen, der überwiegend dazu bestimmt ist, die Verkehrsnachfrage im Stadt-, Vorort- oder Regionalverkehr zu befriedigen (§ 8 Personenbeförderungsgesetz (PBefG)). Der Fernverkehr hat hier gewissermaßen nur eine negative Relevanz, indem er aus der besonderen Reglementierung des Personennahverkehrs ausgenommen ist. Ein Schienenpersonenfernverkehrsgesetz existiert bisher nicht.
Indirekte Folge ist, dass in Deutschland im Personenfernverkehr nur eigenwirtschaftlich betriebene Verkehre existieren. Bis 2013 wurden Fernbusverkehre nicht genehmigt, wenn es parallele Schienenverkehre gab. Ausnahme waren Verbindungen nach Berlin, die aufgrund der besonderen politischen Lage vor 1990 genehmigt wurden. De facto ergab sich daraus eine Monopolstellung der Bahn im Personenfernverkehr auf dem Landweg. Mit der Novellierung des PBefG zum 1. Januar 2013 wurde der Fernbusverkehr zugelassen. Neue Anbieter wie Flixbus oder DeinBus.de haben seitdem das Fernbusnetz in Deutschland erheblich ausgebaut. Zum Schutz des öffentlich finanzierten Nahverkehrs besteht allerdings ein Unterwegsbedienungsverbot für Fernbusse, wenn paralleler SPNV besteht oder der Haltestellenabstand weniger als 50 km beträgt.
Die Deutsche Bahn hat bei ihrer Konzernstruktur der Reglementierung des Personennahverkehrs Rechnung getragen, indem sie für den Schienenpersonenfernverkehr die eigenständige DB Fernverkehr AG gegründet hat. Das 2002 eingeführte Preissystem der Deutschen Bahn unterschied jedoch nicht zwischen Fern- und Nahverkehr, sondern besteht aus drei Produktklassen für Hochgeschwindigkeits-, IC-/EC- und Regionalverkehre. Das System hat die vorher angewendeten Zuschlagsregelungen für die unterschiedlichen Zuggattungen ersetzt. Mit Fahrkarten des Regionalverkehrs wurde damit der Übergang in Fernzüge erschwert. Eine Kilometerbegrenzung in der Produktklasse C (Züge des Regionalverkehrs) gibt es nicht, Fahrkarten dieser Produktklasse gelten daher unbegrenzt für Fernverbindungen quer durch Deutschland, ein Übergang in Züge der DB Fernverkehr AG ist allerdings nicht möglich. Beispiele für Tickets der Produktklasse C mit bundesweiter Gültigkeit in Regionalzügen sind das Quer-durchs-Land-Ticket oder auch die Freifahrt für Schwerbehinderte.
Eine ausdrückliche Unterscheidung zwischen Fern- und Nahverkehr wird bei der Finanzierung, Besteuerung bei der Umsatzsteuer (§ 12 Abs. 2 Nr. 10 UStG) sowie den Regeln für die Gewährung von Nachteilsausgleichen für schwerbehinderte Menschen im öffentlichen Personennahverkehr (§ 230 SGB IX) vorgenommen. Für die Finanzierung des Nahverkehrs sind die Länder zuständig. Der Nahverkehrsraum umfasst daher jeweils ein Bundesland und weist damit erhebliche Unterschiede von Größe und möglichen Entfernungen auf (u. a. Bayern im Vergleich zum Saarland). Als „Nahverkehr“ gilt beispielsweise die Verbindung Minden–Aachen (ca. 310 km, NRW-Tarif), Fernverkehr ist die Strecke Hannover–Dortmund (200 km). Für die Besteuerung ist als Grenze für den Nahbereich eine Entfernung von 50 km festgesetzt.
Neben den von den Ländern ausgeschriebenen Verkehrsleistungen erbringt DB Regio auch Leistungen auf Bestellungen von DB Fernverkehr, die als eigenwirtschaftliche Interregio-Express-Verbindungen erbracht werden. Die Zuggattung Interregio-Express zählte als Nahverkehr. Einerseits bestehen die eigenwirtschaftlichen Angebote aus Nahverkehrstarifen und -fahrzeugen, andererseits sind sie bei Finanzierung und teils auch Fahrzeit dem Fernverkehr gleichgestellt. Auch Konkurrenten von DB Regio betreiben eigenwirtschaftliche Zugverbindungen, so z. B. Abellio Rail Mitteldeutschland mit dem Harz-Berlin-Express sowie die Flixmobility GmbH mit ihrem Fernzug Flixtrain.

## Verkehrsträger
Öffentliche Verkehrsmittel bedienen den Personenfernverkehr im Straßenverkehr durch den Fernbusverkehr, im Schienenpersonenverkehr der Eisenbahn übernimmt die DB Fernverkehr diese Funktion. Im April 2000 verband die Deutsche Bahn AG den Fern- und Nahverkehr im Unternehmensbereich „Personenverkehr“, doch blieben die Tochtergesellschaften des Fern- und Nahverkehrs selbstständig.
Beim Gütertransport war das Pendant der Güterfernverkehr, für den bis Juni 1998 eine Reichweite von über 75 km galt. Die Unterscheidung zwischen Güternah- und -fernverkehr ist seitdem entfallen.
Im Wasserverkehr (Binnen- und erst recht Seeschifffahrt) gibt es meist Fernverkehr. Im Luftverkehr wird der Fernverkehr unterteilt in die Mittelstrecke (mit einer Großkreisentfernung bis 3000 km und 3½ Stunden Flugzeit) und die Langstrecke (über 3000 km und mehr als 3½ Stunden).
Untersucht man die Fahrtzwecke, so fahren im Berufsverkehr die Pendler im Regelfall einen Arbeitsweg, der zum Nahverkehr gerechnet werden kann. Insbesondere der Einkaufs- und Freizeitverkehr sind typischer Nahverkehr, dagegen gehört der Urlaubsverkehr meist zum Fernverkehr. Der Dienstreiseverkehr kann sowohl Nah- als auch Fernverkehr sein.

## Telekommunikation
In der Telekommunikation kann es Tarife geben, die beispielsweise im Fernbereich Ferngespräche zu höheren Telefongebühren abrechnen als Ortsgespräche.

## Verkehrsmittel
Typische Fernverkehrsmittel sind im Straßenverkehr Kraftfahrzeuge (Personenkraftwagen, Lastkraftwagen, Fernbusse), im Schienenpersonenfernverkehr Fernschnellzüge, Hochgeschwindigkeitszüge, im Wasserverkehr Kreuzfahrtschiffe oder Langstreckenflugzeuge im Luftverkehr. Als Transportwege kommen eigens für Straßenfahrzeuge geschaffene Fernstraßen in Frage. 

## International
Die Schweiz unterscheidet im öffentlichen Personenverkehr zwischen Orts-, Regional- und Fernverkehr. Der Fernverkehr der SBB verbindet Landesteile und Regionen miteinander und verkehrt auch international.
In Österreich setzt die ÖBB den Railjet, Eurocity, Intercity-Express und den Nachtzug Nightjet ein.
Ein traditioneller Fernverkehr ist in den USA der von den Greyhound Lines betriebene Fernbusverkehr, den es unter anderem mit dem Greyhound Australia und Greyhound Canada (bis Mai 2021) auch in Australien und Kanada gibt.
Kontinentale oder interkontinentale Straßen wie die Transamazônica in Brasilien, der Interstate 90 in den USA, der Alaska Highway in Kanada/USA oder der National Highway 1 und Stuart Highway (Australien) sind typische Fernstraßen.
Bekannteste Fernbahnverbindung in Russland ist die Transsibirische Eisenbahn von Moskau nach Wladiwostok.